# Manuel Zaccaria
Manuel Zaccaria (zm. 1277/1278) – genueński żeglarz, podróżnik, kupiec, polityk, władca Fokei od 1275 do 1277/1278. 

## Życiorys
Był bratem Benedykta Zaccarii. Michał VIII Paleolog przyznał w 1267 jemu i jego bratu obie Fokee: Starą i Nową. Obaj Zaccariowie zorganizowali tam eksploatację ałunu, tj. dwunastowodnego siarczanu glinowo-potasowego, niezbędnego do produkcji tkanin i ich barwienia. Bracia zapewnili transport na Zachód, wykorzystując do tego własną flotę, która przewoziła cenny minerał do Flandrii. Poślubił Klarysę Fieschi. Mieli czterech synów; byli to: 
- Tedisio
- Leonard
- Odoardo
- Manfred.